# ウィリアム・クルックス
サー・ウィリアム・クルックス（Sir William Crookes, [krʊks]、1832年6月17日 -　1919年4月4日（86歳没））は、イギリスの化学者、物理学者である。タリウムの発見、陰極線の研究に業績を残している。

## 人物
1832年にロンドンで生まれた。1848年に王立化学大学（Royal College of Chemistry）に入学し、ドイツから来たアウグスト・ホフマンの下で有機化学を学んだ。
グスタフ・キルヒホフの分光学研究に刺激を受け、自らも分光学に転じた。1861年には、分光分析により、硫酸工場の残留物からタリウムを発見した。 
1875年ころから、陰極線（放電現象）に興味を持ち、従来より真空度の高い放電管を作って、研究を行った。クルックス管を発明し、この中に羽根車をおいて、陰極線をあてて回転させた実験は有名である。この実験により、陰極線は帯電した微粒子からなることを明らかにした。この微粒子は、その後電子と名づけられ、ジョゼフ・ジョン・トムソン、ロバート・ミリカンらによって、その性質が明らかにされていった。
クルックスはクルックス管で実験を行うと、周囲の写真乾板を露光させる現象があることを認識していたが、それを深く追求はしなかったため、X線発見の機会を逸してしまった。15年後、同様の現象を見出したレントゲンにより、X線が発見された。
物理学に留まらず、様々な分野における研究を行った。例えば、テンサイからの砂糖製造の研究、フェノールの防腐作用の発見（1866年）、ダイヤモンドの起源に関する研究、都市排水に関する研究といったものである。1860年代の後半から心霊現象の研究をはじめた。「心霊現象研究協会」（SPR：Society for Psychical Research）の創設メンバーに加わり、1896年には会長に就任した。1919年に ロンドンで死没。

## 略歴
- 1848年 - 王立化学大学（英語版）入学
- 1850年 - 有機化学者アウグスト・ホフマンの助手となる
- 1859年 - Chemical News を創刊、編集長となる
- 1861年 - タリウムを発見
- 1863年 - 王立協会フェローに選出される[1]。
- 1875年 - クルックス管を発明
- 1878年 - ベーカリアン・メダル受賞、以後数回受賞し、記念講演を行う。
- 1897年 - サーの称号を受ける
- 1913年 - 王立協会会長に就任する

## 主な受賞歴
- 1875年 - ロイヤル・メダル
- 1878年 - ベーカリアン・メダル、以後数回受賞し、記念講演を行う。
- 1904年 - コプリ・メダル
- 1912年 - エリオット・クレッソン・メダル
- 1899年 - アルバート・メダル

## 心霊研究
1871年、信奉者の間で「霊媒の王者」と呼ばれていたダニエル・ダングラス・ホーム（ヒューム）という霊媒について研究し、「ホーム（ヒューム）の心霊現象にはトリックの片鱗すら見出せなかった」との結果を発表した。
また、1872年からその真偽をめぐり論争が起っていたロンドンのフローレンス・クックという17歳の女性霊媒についても研究を始めた。クックが自身のエクトプラズムを使って物質化させたというケイティ・キングと名乗る霊の脈拍を測ったり、何十枚もの写真撮影を行なった。そして、クルックスはクックの起こす現象は本物であると発表した。多くの科学者はクルックスは騙されたか、発狂したのだと考えた。それらに対し、クルックスは「私はそれが可能だと言ったのではなく、事実だと言ったのだ」と反論した。クルックスは妻と共にクックが1904年に他界するまで面倒を見続けた。